# Route 32 (Nouvelle-Écosse)
La Dunbrack Street est une rue principale de 9,2 km (5,7 mi) dans la région de Halifax, en Nouvelle-Écosse. Elle relie la Route 306 (Old Sambro Road) à Spryfield à Kearney Lake Road à Rockingham. Avant 2019, la Dunbrack Street reliait Kearney Lake Road à Rockingham et Main Avenue à Fairview. La portion restante était appelée Northwest Arm Drive. L'ancien segment de Northwest Arm est numéroté Trunk 32 par le gouvernement mais demeure non-indiqué.

## Northwest Arm Drive
La North West Arm Drive était une voie rapide comptant quatre voies de 4,6 km (2,9 mi) à Halifax. Cette voie rapide faisait partie de "Harbour Drive", un projet routier incomplet qui aurait relié la route 102 avec le front de mer de Halifax via un pont au-dessus du Northwest Arm et une autoroute de six voies dans le sud le long de Water Street. Le projet a été annulé durant les années 1970 en raison de l'opposition populaire. Cependant, North West Arm Drive et l'échangeur pour Cogswell Street étaient déjà complétés à ce moment. Le 29 avril 2019, la route a été renommée Dunbrack Street.

## Histoire
La construction de North West Arm Drive a débuté au milieu des années 1970. Les travaux ont été complétés à la fin de la décennie.

## Intersections majeures
| Comté   | Ville   | km   | Destinations                                                                                   | Notes                                                           |
| ------- | ------- | ---- | ---------------------------------------------------------------------------------------------- | --------------------------------------------------------------- |
| Halifax | Halifax | 0,00 | Route 306 (Old Sambro Road) vers Route 349 – Herring Cove, Sambro, Harrietsfield, Williamswood |                                                                 |
| Halifax | Halifax | 2,30 | Route 3 vers Route 103 – Peggys Cove, Timberlea, Armdale                                       |                                                                 |
| Halifax | Halifax | 3,70 | Route 102 / Bayers Road – Centre-ville, Aéroport, Windsor, Truro                               | Indiqué sortie 1K (sud) et 1H (nord); sortie 1D de la Route 102 |
| Halifax | Halifax | 4,60 | Main Avenue                                                                                    |                                                                 |
|         |         |      |                                                                                                |                                                                 |